# Gymnastes dasycerus
Gymnastes dasycerus là một loài ruồi trong họ Limoniidae. Chúng phân bố ở miền Australasia.